# Schweiz i olympiska sommarspelen 1984
Schweiz deltog i de olympiska sommarspelen 1984 med en trupp bestående av 129 deltagare, och totalt tog landet åtta medaljer.

## Bågskytte
Damernas individuella
- Ursula Hess – 2473 poäng (→ 13:e plats)
- Vreny Burger – 2419 poäng (→ 27:e plats)

Herrarnas individuella
- Thomas Hardmeier – 2476 poäng (→ 20:e plats)

## Cykling
Herrarnas linjelopp
- Richard Trinkler — +1:43 (→ 10:e plats)
- Stefan Maurer — +3:37 (→ 12:e plats)
- Heinz Imboden — fullföljde inte (→ ingen placering)
- Benno Wiss — fullföljde inte (→ ingen placering)

## Friidrott
Herrarnas 400 meter
- Marcel Arnold
  - Heat — 46,46
  - Kvartsfinal — 46,10 (→ gick inte vidare)

Herrarnas 5 000 meter
- Markus Ryffel
  - Heat — 13:46,16
  - Semifinal — 13:40,08
  - Final — 13:07,54 (→  Silver)

Herrarnas maraton
- Bruno Lafranchi
  - Final — 2:24:38 (→ 50:e plats)

Herrarnas höjdhopp
- Roland Dalhäuser
  - Kval — 2,24m
  - Final — ingen notering (→ ingen placering)

Herrarnas längdhopp
- René Gloor
  - Kval — 7,71m (→ gick inte vidare, 13:e plats)

Herrarnas stavhopp
- Felix Böhni
  - Kval — 5,40m
  - Final — 5,30m (→ 7:e plats)

Herrarnas kulstötning
- Werner Günthör
  - Kval — 19,71 m
  - Final — 20,28m (→ 5:e plats)

Herrarnas tiokamp
- Michele Rüfenacht
  - Slutligt resultat — 7924 poäng (→ 10:e plats)

- Patrick Vetterli
  - Slutligt resultat — 7739 poäng (→ 13:e plats)

Damernas 3 000 meter
- Cornelia Bürki
  - Heat — 8:45,82
  - Final — 8:45,20 (→ 5:e plats)

Damernas maraton
- Gabriela Andersen-Schiess
  - Final — 2:48:42 (→ 37:e plats)

Damernas spjutkastning
- Regula Egger
  - Kval — 57,88m (→ gick inte vidare)

Damernas sjukamp
- Corinne Schneider
  - Slutligt resultat — 6042 poäng (→ 10:e plats)

## Fäktning
Herrarnas värja
- Michel Poffet
- Daniel Giger
- Gabriel Nigon

Herrarnas värja, lag
- Olivier Carrard, Daniel Giger, Gabriel Nigon, Michel Poffet, François Suchanecki

## Handboll
Herrar
Gruppspel
| Rank | Lag         | Pld | W | D | L | GF  | GA  | Poäng |  | Socialistiska federativa republiken Jugoslavien | Rumänien | Island | Schweiz | Japan | Algeriet |
| ---- | ----------- | --- | - | - | - | --- | --- | ----- |  | ----------------------------------------------- | -------- | ------ | ------- | ----- | -------- |
| 1.   | Jugoslavien | 5   | 4 | 1 | 0 | 123 | 76  | 9     |  | X                                               | 19:18    | 22:22  | 25:11   | 32:15 | 25:10    |
| 2.   | Rumänien    | 5   | 4 | 0 | 1 | 120 | 91  | 8     |  | 18:19                                           | X        | 26:17  | 23:17   | 28:22 | 25:16    |
| 3.   | Island      | 5   | 3 | 1 | 1 | 102 | 96  | 7     |  | 22:22                                           | 17:26    | X      | 23:16   | 21:17 | 19:15    |
| 4.   | Schweiz     | 5   | 2 | 0 | 3 | 83  | 102 | 4     |  | 11:25                                           | 17:23    | 16:23  | X       | 20:13 | 19:18    |
| 5.   | Japan       | 5   | 1 | 0 | 4 | 84  | 107 | 2     |  | 15:32                                           | 22:28    | 17:21  | 13:20   | X     | 17:16    |
| 6.   | Algeriet    | 5   | 0 | 0 | 5 | 75  | 105 | 0     |  | 10:25                                           | 16:25    | 15:19  | 18:19   | 16:17 | X        |

## Modern femkamp
Herrarnas individuella tävling
- Andy Jung
- Peter Steinmann
- Peter Minder

Herrarnas lagtävling
- Andy Jung
- Peter Steinmann
- Peter Minder